# Folketingsvalget 2019
Folketingsvalget 2019 var det 70. valg til Folketinget i Kongeriget Danmark og fandt sted onsdag d. 5. juni 2019, som også var grundlovsdag. Der skulle vælges 179 medlemmer, hvoraf 175 fra Danmark og to hver fra Færøerne og Grønland. Valget blev udskrevet 7. maj 2019. Valgdeltagelsen endte på 84,6 % i Danmark (eller 84,1 % inklusive Færøerne og Grønland), en lille tilbagegang i forhold til 85,9 % ved det forudgående valg i 2015.
Socialdemokratiet blev største parti og gik en smule tilbage procentvist og i stemmetal, men vandt 1 mandat. Venstre gik frem med 9 mandater og blev dermed det største borgerlige parti igen (efter at være blevet skubbet ned på andenpladsen af DF i 2015), og Konservative blev fordoblet fra 6 til 12 mandater. Dansk Folkeparti blev mere end halveret og gik fra 37 til 16 mandater, partiets laveste vælgertilslutning siden valget i 1998. Ved 2015-valget var DF blevet største parti i 17 af landets 92 opstillingskredse, men blev ikke størst i nogen kredse i 2019. Liberal Alliance mistede to tredjedele af sine stemmer, og stifter Anders Samuelsen trådte tilbage som politisk leder efter ikke at være blevet genvalgt til Folketinget. Radikale og SF blev begge fordoblet til henholdsvis 16 og 14 mandater. Enhedslisten mistede 1 mandat i deres første tilbagegang siden valget i 2007, mens Alternativet gik tilbage fra 9 til 5 mandater.
Valget i 2019 var usædvanligt både ved dets længde og ved antallet af opstillede partier. Valgkampen var 29 dage lang, den længste siden 1975. Der var 13 opstillede partier (se nedenfor), det højeste antal siden valget i 1990. Heraf var 3 nye partier: Det ene, Nye Borgerlige, kom ind for første gang med 4 mandater, men hverken det andet eller tredje – partiet Klaus Riskær Pedersen og Stram Kurs – nåede over spærregrænsen. Kristendemokraterne – under midlertidig formand Isabella Arendt – stillede igen op; de gik frem, men faldt også under spærregrænsen. De var 194 stemmer fra at få et kredsmandat, der ellers kunne have undtaget partiet fra spærregrænsen på 2 %. De 3 partier under spærregrænsen førte til 153.923 spildte stemmer (stemmer, der ikke blev omsat til mandater), det højeste antal siden valget i 1990.
Det blev til stor fremgang for rød blok, der fik 91 mandater.  Blå blok kunne mønstre 75 mandater. Professor Kasper Møller Hansen, professor ved Institut for Statskundskab under Københavns Universitet og projektleder for Valgprojektet 2015, beskrev Folketinget efter 2019-valget som "det rødeste Folketing" siden efter valget i 1971, hvor Socialdemokratiet, Radikale og Socialistisk Folkeparti tilsammen havde 114 mandater. Den 27. juni dannede Socialdemokratiet en mindretalsregering med Radikale Venstre, Socialistisk Folkeparti og Enhedslisten som støttepartier og Mette Frederiksen som statsminister.

## Baggrund
Da valgperioden ville udløbe fire år efter sidste valg, skulle valget afholdes senest 17. juni 2019. I foråret 2019 var der meget spekulation om valgdatoen, f.eks. at folketingsvalget måske ville blive afholdt den 26. maj samtidig med Europaparlamentsvalget 2019. Af praktiske grunde udskrives valg traditionelt med mindst 20-21 dages varsel, men der er ingen formel regel om dette. Daværende statsminister, Lars Løkke Rasmussen, meddelte den 7. maj, at han dagen forinden havde meddelt dronningen, at der ville blive udskrevet valg til afholdelse 5. juni 2019. Det gav 29 dage til at føre valgkamp i, hvilket er det længste tidsrum mellem udskrivning og valgdato siden en valgkamp på 35 dage ved folketingsvalget 1975.
Personer har stemmeret, hvis de er fyldt 18 år på valgdagen, er danske statsborgere, bor i Kongeriget (dvs. Danmark, Grønland og Færøerne) og ikke er umyndiggjort. Alle, som har stemmeret, har også valgbarhed, altså de kan stille op til valget og blive valgt. Efter valget skal det nye Folketing godkende valget og de enkelte medlemmers valgbarhed, men det er pr. 2003 kun sket fire gange under Grundloven af 1953, at et nyvalgt folketingsmedlem er erklæret uværdig.

## Opstillede partier

### Danmark
Ni partier blev indvalgt i Folketinget ved forrige folketingsvalg og var ved valgets udskrivelse fortsat repræsenteret. De var automatisk opstillingsberettigede:
- Socialdemokratiet
- Dansk Folkeparti
- Venstre, Danmarks Liberale Parti
- Enhedslisten – De Rød-Grønne
- Liberal Alliance
- Alternativet
- Radikale Venstre
- SF – Socialistisk Folkeparti
- Det Konservative Folkeparti

Fire partier uden for Folketinget var blevet opstillingsberettigede ved at indsamle mindst 20.109 vælgererklæringer, svarende til 1/175 af de gyldige stemmer (et mandat) ved forrige folketingsvalg:
- Nye Borgerlige
- Kristendemokraterne
- Klaus Riskær Pedersen
- Stram Kurs

Heraf havde Kristendemokraterne også deltaget tidligere, mens de andre tre var nye partier dannet siden valget i 2015. Antallet af partier var det højeste siden valgene i 1990, 1984 og 1981, hvor der også var 13 partier, kun overgået af valget i 1987 med 16 partier. I modsætning til dengang var de nye partier ved dette valg på den borgerlige fløj.
Fristen for at anmelde nye partier var den 21. maj. I opgørelsen fra Økonomi- og Indenrigsministeriet den 6. maj havde ingen andre partier indsamlet mere end lidt over 5.000 vælgererklæringer.

#### Opstillingsformer
Hvert parti kunne indenfor hver enkelt storkreds vælge at stille op på forskellige måder:
- Sideordnet opstilling: Partiet har flere kandidater opstillet i en opstillingskreds i storkredsen. Stemmer afgivet på partiet (partistemmer) fordeles mellem kandidaterne opstillet i opstillingskredsen i forhold deres personlige stemmetal. På stemmesedlen for opstillingskredsen placeres først de kandidater som er opstillet i opstillingskredsen i alfabetisk rækkefølge med fed skrift, og dernæst øvrige kandidater også i alfabetisk rækkefølge.
- Fuldstændig sideordnet opstilling: Sideordnet opstilling hvor alle et partis kandidater i en storkreds opstiller i samtlige opstillingskredse i storkredsen.
- Prioriteret sideordnet opstilling: Som sideordnet opstilling, men partiet vælger selv rækkefølgen af kandidaterne på stemmesedlen. Dog skal de kandidater som er opstillet i en opstillingskreds, stå først på opstillingskredsen stemmeseddel.
- Valg på personlige stemmer: Variant af fuldstændig sideordnet opstilling, hvor partistemmer ikke fordeles på kandidaterne, men alene de personlige stemmer bruges til at afgøre hvilke af partiets kandidater der bliver valgt.
- Kredsvis opstilling: Der opstilles kun en kandidat i en opstillingskreds. Kandidaten står øverst på opstillingskredsens stemmeseddel og tildeles alle partistemmer i kredsen. Øvrige kandidater i storkredsen står i alfabetisk rækkefølge på stemmesedlen.
- Partiliste: Som kredsvis opstilling, men partiet bestemmer rækkefølgen af kandidater på stemmesedlen for de kandidater som ikke opstillinger i en opstilligskreds. Der skal være kredsvis opstilling i alle opstillingskredse i en storkreds for have partiliste.

De opstillede partier anvendte disse opstillingsformer:
- A: Socialdemokratiet: Prioriteret, fuldstændig sideordnet opstilling
- B: Radikale Venstre: Prioriteret, fuldstændig sideordnet opstilling og valg på personlige stemmer
- C: Det Konservative Folkeparti: Prioriteret, fuldstændig sideordnet opstilling (kun én kandidat i Bornholms Storkreds)
- D: Nye Borgerlige: Prioriteret, fuldstændig sideordnet opstilling og valg på personlige stemmer
- E: Klaus Riskær Pedersen:
  - Københavns Storkreds: Partiliste
  - Københavns Omegns Storkreds, Sydjyllands Storkreds, Østjyllands Storkreds, Nordjyllands Storkreds: Prioriteret, fuldstændig sideordnet opstilling og valg på personlige stemmer
  - Nordsjællands Storkreds, Bornholms Storkreds, Fyns Storkreds, Vestjyllands Storkreds: Kun én kandidat i storkredsen
  - Sjællands Storkreds: Prioriteret, ikke-fuldstændig sideordnet opstilling
- F: SF – Socialistisk Folkeparti: Prioriteret, fuldstændig sideordnet opstilling og valg på personlige stemmer (kun én kandidat i Bornholms Storkreds)
- I: Liberal Alliance: Prioriteret, fuldstændig sideordnet opstilling og valg på personlige stemmer (kun én kandidat i Bornholms Storkreds)
- K: Kristendemokraterne: Prioriteret, fuldstændig sideordnet opstilling
- O: Dansk Folkeparti: Prioriteret, fuldstændig sideordnet opstilling og valg på personlige stemmer
- P: Stram Kurs: Prioriteret, fuldstændig sideordnet opstilling (kun én kandidat i Bornholms Storkreds)
  - Undtagelser i Sjællands Storkreds, Østjyllands Storkreds, Vestjyllands Storkreds: Partiliste
- V: Venstre, Danmarks Liberale Parti: Prioriteret, fuldstændig sideordnet opstilling
- Ø: Enhedslisten – De Rød-Grønne: Partiliste
  - Undtagelse i Bornholms Storkreds: Prioriteret, fuldstændig sideordnet opstilling og valg på personlige stemmer
- Å: Alternativet: Prioriteret, fuldstændig sideordnet opstilling og valg på personlige stemmer
  - Undtagelser i Bornholms Storkreds, Sydjyllands Storkreds: Prioriteret, fuldstændig sideordnet opstilling

### Færøerne
Syv partier i Løgtingið ved forrige lagtingsvalg var repræsenteret til dette folketingsvalg. De var automatisk opstillingsberettigede:
- Fólkaflokkurin
- Javnaðarflokkurin
- Sambandsflokkurin
- Sjálvstýri
- Miðflokkurin
- Tjóðveldi
- Framsókn

Miðflokkurin valgte ikke at stille op.

### Grønland
Syv partier indvalgt i Inatsisartut ved forrige inatsisartutvalg var repræsenteret til dette folketingsvalg. De var ligeledes automatisk opstillingsberettigede:
- Siumut
- Inuit Ataqatigiit
- Demokraatit
- Partii Naleraq
- Atassut
- Suleqatigiissitsisut
- Nunatta Qitornai

### Kandidater
Fristen for anmeldelse af kandidater, både indenfor et parti og udenfor partierne, var 25. maj. Kandidater kan opstille uden for partierne (som løsgænger), hvilket i Danmark kræver underskrifter fra 150-200 vælgere i en opstillingskreds. Der var opstillet 13 kandidater uden for partierne, i storkredsene København (5), Københavns Omegn (2), Nordsjælland (2), Sjælland (1), Sydjylland (1), og Østjylland (2). Hverken på Færøerne eller i Grønland kan nye partier stille op, men man kan stille op som løsgænger. Dette kræver mindst 150 stillere på Færøerne og mindst 100 i Grønland.

## Valgmetode
Danmark er inddelt i tre landsdele: Hovedstaden, Sjælland-Syddanmark og Midtjylland-Nordjylland. De er yderligere inddelt i 10 storkredse, hvor der vælges i alt 135 kredsmandater. Når kredsmandaterne er fordelt skal der i landsdelene tildeles i alt 40 tillægsmandater. Partier kan som regel kun få tillægsmandater, hvis det har fået mindst 2 procent af de gyldige stemmer i hele landet (dette kaldes spærregrænsen), men visse undtagelser findes, blandt andet hvis et parti har fået mindst ét kredsmandat.
Når alle de 175 danske mandater er fordelt mellem partierne, skal der udvælges, hvilke kandidater får partiernes mandater i hver storkreds. De kandidater for partiet i storkredsen, som har flest personlige stemmer plus evt. tildelte stemmer på partiet (partistemmer), vælges. Hvordan partistemmerne tildeles de enkelte kandidater, afhænger af hvilken opstillingsmetode partiet bruger i pågældende storkreds. Dette er forklaret i afsnittet ¶ Opstillingsformer ovenfor.
I Færøerne og Grønland vælges hver to mandater i en enkelt valgkreds med D'Hondts metode.

## Resultat af valget

### Resultat i Danmark
| Liste                  | Parti                            | Leder                                                  | Leders storkreds | Valget i 2015 | Valget i 2015 | Valget i 2015 | Valget i 2019 | Valget i 2019 | Valget i 2019      | Ændring | Ændring  |
| Liste                  | Parti                            | Leder                                                  | Leders storkreds | Stemmer       | Pct.          | Mandater      | Stemmer       | Pct.          | Mandater           | Pct.    | Mandater |
| ---------------------- | -------------------------------- | ------------------------------------------------------ | ---------------- | ------------- | ------------- | ------------- | ------------- | ------------- | ------------------ | ------- | -------- |
| A                      | Socialdemokratiet                | Mette Frederiksen                                      | Nordjylland      | 924.940       | 26,3 %        | 47            | 915.393       | 25,9 %        | 48                 | 0,4 %   | 1        |
| B                      | Radikale Venstre                 | Morten Østergaard                                      | Østjylland       | 161.009       | 4,6 %         | 8             | 304.273       | 8,6 %         | 16                 | 4,0 %   | 8        |
| C                      | Det Konservative Folkeparti      | Søren Pape Poulsen                                     | Vestjylland      | 118.003       | 3,4 %         | 6             | 233.349       | 6,6 %         | 12                 | 3,2 %   | 6        |
| D                      | Nye Borgerlige                   | Pernille Vermund                                       | Sydjylland       | Nyt parti     | Nyt parti     | Nyt parti     | 83.228        | 2,4 %         | 4                  | 2,4 %   | 4        |
| E                      | Klaus Riskær Pedersen            | Klaus Riskær Pedersen                                  | København        | Nyt parti     | Nyt parti     | Nyt parti     | 29.617        | 0,8 %         | 0                  | 0,8 %   | 0        |
| F                      | SF – Socialistisk Folkeparti     | Pia Olsen Dyhr                                         | København        | 147.578       | 4,2 %         | 7             | 272.093       | 7,7 %         | 14                 | 4,5 %   | 7        |
| I                      | Liberal Alliance                 | Anders Samuelsen                                       | Nordsjælland     | 265.129       | 7,5 %         | 13            | 82.228        | 2,3 %         | 4                  | 5,2 %   | 9        |
| K                      | Kristendemokraterne              | Stig Grenov                                            | København        | 29.077        | 0,8 %         |               | 61.215        | 1,7 %         | 0                  | 0,9 %   | 0        |
| O                      | Dansk Folkeparti                 | Kristian Thulesen Dahl                                 | Sydjylland       | 741.746       | 21,1 %        | 37            | 308.219       | 8,7 %         | 16                 | 12,4 %  | 21       |
| P                      | Stram Kurs                       | Rasmus Paludan                                         | Sjælland         | Nyt parti     | Nyt parti     | Nyt parti     | 63.091        | 1,8 %         | 0                  | 1,8 %   | 0        |
| V                      | Venstre, Danmarks Liberale Parti | Lars Løkke Rasmussen                                   | Sjælland         | 685.188       | 19,5 %        | 34            | 825.486       | 23,4 %        | 43                 | 3,9 %   | 9        |
| Ø                      | Enhedslisten – De Rød-Grønne     | Kollektiv ledelse. Politisk ordfører: Pernille Skipper | København        | 274.463       | 7,8 %         | 14            | 244.664       | 6,9 %         | 13                 | 0,9 %   | 1        |
| Å                      | Alternativet                     | Uffe Elbæk                                             | København        | 168.788       | 4,8 %         | 9             | 104.148       | 3,0 %         | 5                  | 1,8 %   | 4        |
| -                      | Uden for partierne               | -                                                      | -                | 3.066         | 0,1 %         | 0             | 2.755         | 0,1 %         | 0                  | Uændret | Uændret  |
| I alt gyldige stemmer  | I alt gyldige stemmer            |                                                        |                  | 3.518.987     | 100 %         | 175           | 3.529.759     | 100 %         | 175                |         |          |
| Blanke stemmer         | Blanke stemmer                   |                                                        |                  | 29.920        |               |               | 28.126        |               |                    |         |          |
| Andre ugyldige stemmer | Andre ugyldige stemmer           |                                                        |                  | 11.153        |               |               | 9.311         |               |                    |         |          |
| I alt ugyldige stemmer | I alt ugyldige stemmer           |                                                        |                  | 41.073        |               |               | 37.437        |               |                    |         |          |
| I alt afgivne stemmer  | I alt afgivne stemmer            |                                                        |                  | 3.560.060     |               |               | 3.567.196     |               | (Valgdelt. 84,6 %) |         |          |

#### Personlige stemmer
Følgende kandidater fik flest personlige stemmer:
1. Mette Frederiksen (A), 43.489 stemmer
2. Lars Løkke Rasmussen (V), 40.745 stemmer
3. Pernille Skipper (Ø), 33.024 stemmer
4. Inger Støjberg (V), 28.420 stemmer
5. Tommy Ahlers (V), 26.420 stemmer
6. Nicolai Wammen (A), 23.427 stemmer
7. Jacob Mark (F), 23.213 stemmer
8. Kristian Thulesen Dahl (O), 23.119 stemmer
9. Søren Pape Poulsen (C), 22.223 stemmer
10. Ida Auken (B), 21.723 stemmer

### Kredsresultater
Socialdemokraterne blev største parti i 64 af de 92 opstillingskredse i Danmark. Venstre opnåede flest stemmer i 22 af kredsene, primært i Vestjyllands Storkreds, Sydjyllands Storkreds og Nordsjællands Storkreds. Og endelig blev både Enhedslisten og Radikale Venstre begge det største parti i tre opstillingskredse i Københavns Storkreds.
| Storkreds                   | Kreds                 | A      | B      | C      | D     | E     | F      | I     | K      | O      | P     | V      | Ø      | Å     |
| --------------------------- | --------------------- | ------ | ------ | ------ | ----- | ----- | ------ | ----- | ------ | ------ | ----- | ------ | ------ | ----- |
| Københavns Storkreds        | Østerbrokredsen       | 16,0 % | 18,3 % | 6,3 %  | 1,3 % | 0,8 % | 11,2 % | 3,1 % | 0,8 %  | 3,0 %  | 1,1 % | 17,7 % | 14,2 % | 6,2 % |
| Københavns Storkreds        | Sundbyvesterkredsen   | 17,5 % | 16,8 % | 4,4 %  | 1,4 % | 1,0 % | 12,0 % | 3,2 % | 0,6 %  | 4,3 %  | 1,3 % | 15,3 % | 15,5 % | 6,5 % |
| Københavns Storkreds        | Indre Bykredsen       | 12,2 % | 19,0 % | 6,8 %  | 1,2 % | 1,1 % | 10,8 % | 3,3 % | 0,5 %  | 1,9 %  | 0,8 % | 17,7 % | 17,4 % | 7,2 % |
| Københavns Storkreds        | Sundbyøsterkredsen    | 19,4 % | 14,5 % | 4,0 %  | 1,4 % | 1,1 % | 12,1 % | 2,6 % | 0,9 %  | 4,9 %  | 1,6 % | 14,9 % | 16,0 % | 6,4 % |
| Københavns Storkreds        | Nørrebrokredsen       | 11,8 % | 19,1 % | 2,3 %  | 0,8 % | 0,9 % | 13,1 % | 1,6 % | 0,5 %  | 2,0 %  | 0,8 % | 8,6 %  | 28,5 % | 9,9 % |
| Københavns Storkreds        | Bispebjergkredsen     | 17,1 % | 15,5 % | 2,8 %  | 1,5 % | 1,0 % | 12,3 % | 1,8 % | 1,0 %  | 4,2 %  | 1,5 % | 9,3 %  | 23,7 % | 8,0 % |
| Københavns Storkreds        | Brønshøjkredsen       | 20,8 % | 15,2 % | 4,6 %  | 1,6 % | 0,9 % | 12,9 % | 2,0 % | 0,9 %  | 5,6 %  | 1,4 % | 12,7 % | 15,6 % | 5,6 % |
| Københavns Storkreds        | Valbykredsen          | 20,0 % | 15,2 % | 4,1 %  | 1,6 % | 1,0 % | 12,2 % | 2,6 % | 0,9 %  | 4,8 %  | 1,6 % | 14,4 % | 15,6 % | 5,8 % |
| Københavns Storkreds        | Vesterbrokredsen      | 14,1 % | 17,8 % | 3,7 %  | 1,2 % | 1,0 % | 12,2 % | 2,9 % | 0,5 %  | 2,7 %  | 1,2 % | 12,9 % | 21,2 % | 8,6 % |
| Københavns Storkreds        | Falkonerkredsen       | 14,4 % | 19,4 % | 9,4 %  | 1,3 % | 0,8 % | 11,0 % | 2,8 % | 0,7 %  | 3,2 %  | 0,7 % | 18,1 % | 12,5 % | 5,5 % |
| Københavns Storkreds        | Slotskredsen          | 17,0 % | 16,1 % | 9,7 %  | 1,5 % | 0,9 % | 10,1 % | 3,0 % | 0,8 %  | 4,3 %  | 1,2 % | 18,3 % | 12,2 % | 4,7 % |
| Københavns Storkreds        | Tårnbykredsen         | 28,3 % | 7,8 %  | 6,4 %  | 2,5 % | 1,1 % | 7,3 %  | 2,0 % | 0,7 %  | 11,3 % | 2,1 % | 22,1 % | 6,0 %  | 2,4 % |
| Københavns Omegns Storkreds | Gentoftekredsen       | 11,5 % | 14,7 % | 20,6 % | 2,2 % | 0,8 % | 6,2 %  | 4,8 % | 0,9 %  | 3,6 %  | 1,1 % | 25,2 % | 5,1 %  | 2,9 % |
| Københavns Omegns Storkreds | Lyngbykredsen         | 18,0 % | 15,4 % | 15,3 % | 2,0 % | 0,9 % | 9,0 %  | 3,7 % | 0,8 %  | 4,5 %  | 1,2 % | 19,9 % | 6,0 %  | 3,2 % |
| Københavns Omegns Storkreds | Gladsaxekredsen       | 25,6 % | 12,5 % | 6,5 %  | 1,9 % | 0,9 % | 11,8 % | 2,5 % | 0,9 %  | 7,2 %  | 1,7 % | 16,1 % | 8,8 %  | 3,4 % |
| Københavns Omegns Storkreds | Rødovrekredsen        | 31,6 % | 8,4 %  | 5,9 %  | 2,3 % | 0,8 % | 10,2 % | 2,0 % | 1,2 %  | 8,9 %  | 2,3 % | 14,6 % | 8,6 %  | 2,8 % |
| Københavns Omegns Storkreds | Hvidovrekredsen       | 29,4 % | 8,8 %  | 5,1 %  | 2,4 % | 0,9 % | 11,3 % | 1,8 % | 1,1 %  | 10,9 % | 2,3 % | 14,9 % | 7,9 %  | 2,9 % |
| Københavns Omegns Storkreds | Brøndbykredsen        | 31,1 % | 10,5 % | 6,4 %  | 2,5 % | 0,7 % | 8,0 %  | 1,6 % | 0,7 %  | 10,8 % | 2,4 % | 15,1 % | 6,8 %  | 3,3 % |
| Københavns Omegns Storkreds | Taastrupkredsen       | 28,1 % | 9,1 %  | 7,9 %  | 2,6 % | 0,8 % | 10,3 % | 1,7 % | 0,9 %  | 9,8 %  | 2,3 % | 14,2 % | 8,3 %  | 3,8 % |
| Københavns Omegns Storkreds | Ballerupkredsen       | 32,3 % | 7,5 %  | 5,8 %  | 2,5 % | 0,8 % | 9,2 %  | 2,3 % | 1,1 %  | 10,6 % | 2,2 % | 16,6 % | 6,6 %  | 2,4 % |
| Nordsjællands Storkreds     | Helsingørkredsen      | 24,8 % | 11,0 % | 11,0 % | 3,8 % | 1,1 % | 7,2 %  | 2,9 % | 0,8 %  | 8,1 %  | 1,7 % | 16,9 % | 7,5 %  | 3,2 % |
| Nordsjællands Storkreds     | Fredensborgkredsen    | 16,3 % | 12,7 % | 15,5 % | 3,1 % | 0,9 % | 5,8 %  | 4,5 % | 0,9 %  | 6,3 %  | 1,2 % | 26,2 % | 4,2 %  | 2,3 % |
| Nordsjællands Storkreds     | Hillerødkredsen       | 22,6 % | 9,2 %  | 8,2 %  | 3,6 % | 1,0 % | 6,9 %  | 2,7 % | 2,2 %  | 8,4 %  | 1,8 % | 24,1 % | 5,9 %  | 3,0 % |
| Nordsjællands Storkreds     | Frederikssundkredsen  | 27,3 % | 6,1 %  | 6,2 %  | 3,8 % | 1,1 % | 8,0 %  | 1,9 % | 0,8 %  | 11,0 % | 2,0 % | 23,4 % | 5,9 %  | 2,2 % |
| Nordsjællands Storkreds     | Egedalkredsen         | 22,4 % | 12,5 % | 10,5 % | 2,7 % | 0,9 % | 7,5 %  | 3,2 % | 0,9 %  | 6,9 %  | 1,2 % | 23,1 % | 5,6 %  | 2,6 % |
| Nordsjællands Storkreds     | Rudersdalkredsen      | 14,6 % | 15,8 % | 16,5 % | 2,6 % | 0,8 % | 5,9 %  | 4,7 % | 0,8 %  | 4,3 %  | 0,9 % | 25,5 % | 4,7 %  | 2,8 % |
| Bornholms Storkreds         | Rønnekredsen          | 37,0 % | 3,3 %  | 2,0 %  | 1,7 % | 0,7 % | 4,3 %  | 0,8 % | 3,9 %  | 10,2 % | 2,1 % | 23,8 % | 7,2 %  | 2,9 % |
| Bornholms Storkreds         | Aakirkebykredsen      | 31,0 % | 3,4 %  | 1,7 %  | 1,7 % | 1,0 % | 4,3 %  | 1,1 % | 4,3 %  | 10,6 % | 1,7 % | 26,7 % | 9,0 %  | 3,6 % |
| Sjællands Storkreds         | Lollandkredsen        | 39,9 % | 2,5 %  | 3,6 %  | 2,3 % | 0,9 % | 6,9 %  | 1,0 % | 0,7 %  | 12,2 % | 3,3 % | 20,5 % | 4,9 %  | 1,1 % |
| Sjællands Storkreds         | Guldborgsundkredsen   | 34,2 % | 3,8 %  | 4,4 %  | 2,2 % | 1,1 % | 7,5 %  | 1,1 % | 0,9 %  | 14,3 % | 2,9 % | 21,2 % | 4,8 %  | 1,6 % |
| Sjællands Storkreds         | Vordingborgkredsen    | 30,0 % | 6,2 %  | 4,8 %  | 2,3 % | 0,9 % | 9,6 %  | 1,2 % | 0,7 %  | 9,7 %  | 2,8 % | 22,2 % | 6,7 %  | 2,8 % |
| Sjællands Storkreds         | Næstvedkredsen        | 33,7 % | 4,7 %  | 5,5 %  | 2,6 % | 1,0 % | 8,1 %  | 1,8 % | 0,8 %  | 10,0 % | 2,7 % | 22,8 % | 4,6 %  | 1,7 % |
| Sjællands Storkreds         | Faxekredsen           | 26,3 % | 4,3 %  | 6,7 %  | 2,9 % | 1,3 % | 9,5 %  | 1,8 % | 0,8 %  | 12,0 % | 3,3 % | 24,7 % | 4,8 %  | 1,8 % |
| Sjællands Storkreds         | Køgekredsen           | 22,7 % | 6,5 %  | 7,0 %  | 2,7 % | 1,0 % | 14,1 % | 2,0 % | 0,9 %  | 9,4 %  | 2,1 % | 25,3 % | 4,4 %  | 1,9 % |
| Sjællands Storkreds         | Grevekredsen          | 23,6 % | 7,0 %  | 7,3 %  | 2,8 % | 0,9 % | 6,8 %  | 2,6 % | 0,8 %  | 10,6 % | 2,2 % | 30,6 % | 3,4 %  | 1,5 % |
| Sjællands Storkreds         | Roskildekredsen       | 23,8 % | 9,8 %  | 7,4 %  | 2,0 % | 0,9 % | 10,7 % | 2,4 % | 0,8 %  | 7,4 %  | 1,7 % | 23,2 % | 6,7 %  | 3,0 % |
| Sjællands Storkreds         | Holbækkredsen         | 29,1 % | 6,5 %  | 5,9 %  | 2,2 % | 1,2 % | 7,3 %  | 2,0 % | 0,9 %  | 10,5 % | 2,5 % | 23,7 % | 6,1 %  | 2,1 % |
| Sjællands Storkreds         | Kalundborgkredsen     | 29,1 % | 4,5 %  | 4,4 %  | 2,9 % | 1,2 % | 6,9 %  | 1,2 % | 0,8 %  | 13,4 % | 3,5 % | 24,5 % | 5,8 %  | 1,9 % |
| Sjællands Storkreds         | Ringstedkredsen       | 25,9 % | 6,3 %  | 6,7 %  | 2,5 % | 1,0 % | 8,9 %  | 1,8 % | 0,9 %  | 11,5 % | 2,6 % | 23,9 % | 5,6 %  | 2,2 % |
| Sjællands Storkreds         | Slagelsekredsen       | 28,0 % | 5,5 %  | 4,9 %  | 3,0 % | 1,0 % | 7,9 %  | 1,5 % | 0,7 %  | 11,5 % | 3,3 % | 25,8 % | 5,0 %  | 1,8 % |
| Fyns Storkreds              | Odense Østkredsen     | 28,1 % | 13,2 % | 4,7 %  | 1,6 % | 0,9 % | 8,1 %  | 2,6 % | 1,0 %  | 6,4 %  | 2,0 % | 17,0 % | 10,0 % | 4,4 % |
| Fyns Storkreds              | Odense Vestkredsen    | 31,1 % | 7,4 %  | 6,4 %  | 1,7 % | 0,8 % | 7,7 %  | 2,3 % | 1,1 %  | 8,2 %  | 2,0 % | 21,0 % | 7,0 %  | 3,3 % |
| Fyns Storkreds              | Odense Sydkredsen     | 25,9 % | 10,0 % | 8,1 %  | 1,8 % | 0,7 % | 7,3 %  | 2,6 % | 1,3 %  | 6,6 %  | 1,4 % | 24,1 % | 6,7 %  | 3,5 % |
| Fyns Storkreds              | Assenskredsen         | 31,4 % | 4,5 %  | 5,5 %  | 2,2 % | 0,8 % | 6,0 %  | 1,4 % | 1,3 %  | 11,4 % | 2,3 % | 26,1 % | 5,0 %  | 2,2 % |
| Fyns Storkreds              | Middelfartkredsen     | 31,4 % | 5,2 %  | 6,1 %  | 2,1 % | 0,8 % | 5,8 %  | 1,7 % | 1,1 %  | 10,3 % | 2,0 % | 27,8 % | 4,0 %  | 1,8 % |
| Fyns Storkreds              | Nyborgkredsen         | 34,8 % | 4,8 %  | 6,5 %  | 2,1 % | 0,8 % | 5,5 %  | 1,5 % | 1,0 %  | 10,0 % | 2,1 % | 23,5 % | 5,4 %  | 2,0 % |
| Fyns Storkreds              | Svendborgkredsen      | 30,9 % | 6,0 %  | 5,9 %  | 1,9 % | 0,8 % | 6,5 %  | 1,4 % | 1,0 %  | 8,9 %  | 1,8 % | 21,8 % | 9,0 %  | 3,9 % |
| Fyns Storkreds              | Faaborgkredsen        | 29,2 % | 5,4 %  | 5,8 %  | 1,9 % | 0,9 % | 6,2 %  | 1,3 % | 1,2 %  | 10,6 % | 1,8 % | 27,1 % | 6,0 %  | 2,7 % |
| Sydjyllands Storkreds       | Sønderborgkredsen     | 30,0 % | 5,7 %  | 4,6 %  | 4,8 % | 0,6 % | 4,2 %  | 1,6 % | 1,3 %  | 12,3 % | 2,0 % | 27,9 % | 3,2 %  | 1,5 % |
| Sydjyllands Storkreds       | Aabenraakredsen       | 25,8 % | 4,8 %  | 4,6 %  | 4,1 % | 0,7 % | 4,2 %  | 1,5 % | 2,0 %  | 14,8 % | 2,0 % | 31,1 % | 3,2 %  | 1,2 % |
| Sydjyllands Storkreds       | Tønderkredsen         | 24,5 % | 3,6 %  | 4,4 %  | 4,5 % | 0,6 % | 5,4 %  | 1,7 % | 3,0 %  | 13,1 % | 1,9 % | 33,1 % | 3,0 %  | 1,1 % |
| Sydjyllands Storkreds       | Esbjerg Bykredsen     | 30,9 % | 6,0 %  | 4,7 %  | 3,8 % | 0,8 % | 6,2 %  | 2,1 % | 1,5 %  | 10,9 % | 2,2 % | 21,9 % | 7,0 %  | 2,0 % |
| Sydjyllands Storkreds       | Esbjerg Omegnskredsen | 26,3 % | 4,9 %  | 5,4 %  | 4,1 % | 0,8 % | 5,2 %  | 2,1 % | 1,7 %  | 11,7 % | 1,7 % | 30,4 % | 4,0 %  | 1,6 % |
| Sydjyllands Storkreds       | Vardekredsen          | 22,4 % | 4,5 %  | 4,4 %  | 3,9 % | 0,8 % | 3,9 %  | 2,6 % | 3,0 %  | 13,3 % | 1,9 % | 35,1 % | 2,9 %  | 1,2 % |
| Sydjyllands Storkreds       | Vejenkredsen          | 25,2 % | 4,4 %  | 4,6 %  | 4,4 % | 0,7 % | 3,7 %  | 2,0 % | 2,5 %  | 13,7 % | 1,6 % | 33,2 % | 2,9 %  | 1,2 % |
| Sydjyllands Storkreds       | Vejle Nordkredsen     | 21,6 % | 8,5 %  | 6,1 %  | 2,8 % | 0,7 % | 5,7 %  | 2,4 % | 3,1 %  | 13,5 % | 1,4 % | 28,4 % | 3,8 %  | 2,0 % |
| Sydjyllands Storkreds       | Vejle Sydkredsen      | 25,4 % | 8,0 %  | 5,6 %  | 3,2 % | 0,8 % | 6,1 %  | 2,7 % | 2,4 %  | 11,7 % | 1,5 % | 26,2 % | 4,5 %  | 2,0 % |
| Sydjyllands Storkreds       | Fredericiakredsen     | 30,6 % | 5,8 %  | 5,8 %  | 3,6 % | 1,0 % | 5,7 %  | 2,0 % | 1,8 %  | 12,6 % | 1,9 % | 21,7 % | 5,5 %  | 1,9 % |
| Sydjyllands Storkreds       | Kolding Nordkredsen   | 22,1 % | 9,0 %  | 6,8 %  | 3,8 % | 0,7 % | 6,3 %  | 2,7 % | 1,7 %  | 10,0 % | 1,6 % | 28,5 % | 4,6 %  | 2,2 % |
| Sydjyllands Storkreds       | Kolding Sydkredsen    | 24,1 % | 6,5 %  | 5,5 %  | 4,4 % | 0,7 % | 6,6 %  | 2,8 % | 2,7 %  | 12,1 % | 1,8 % | 26,7 % | 4,0 %  | 2,1 % |
| Sydjyllands Storkreds       | Haderslevkredsen      | 27,4 % | 4,9 %  | 4,5 %  | 5,2 % | 0,7 % | 4,7 %  | 1,8 % | 2,5 %  | 12,3 % | 1,9 % | 28,1 % | 4,4 %  | 1,4 % |
| Østjyllands Storkreds       | Aarhus Sydkredsen     | 23,4 % | 12,3 % | 6,5 %  | 1,8 % | 0,7 % | 10,0 % | 2,9 % | 1,8 %  | 5,1 %  | 1,1 % | 21,5 % | 8,6 %  | 4,2 % |
| Østjyllands Storkreds       | Aarhus Vestkredsen    | 26,1 % | 14,6 % | 5,0 %  | 2,0 % | 0,6 % | 8,9 %  | 2,4 % | 2,3 %  | 6,6 %  | 1,5 % | 16,8 % | 9,4 %  | 3,6 % |
| Østjyllands Storkreds       | Aarhus Nordkredsen    | 22,9 % | 15,2 % | 5,0 %  | 1,5 % | 0,8 % | 11,0 % | 3,3 % | 2,6 %  | 4,3 %  | 1,2 % | 15,6 % | 11,0 % | 5,4 % |
| Østjyllands Storkreds       | Aarhus Østkredsen     | 18,6 % | 15,5 % | 6,8 %  | 1,5 % | 0,7 % | 10,2 % | 4,4 % | 1,8 %  | 3,6 %  | 0,9 % | 19,9 % | 10,1 % | 5,9 % |
| Østjyllands Storkreds       | Djurskredsen          | 29,7 % | 5,3 %  | 4,5 %  | 2,3 % | 0,9 % | 7,2 %  | 2,7 % | 1,7 %  | 10,4 % | 1,8 % | 25,4 % | 5,5 %  | 2,6 % |
| Østjyllands Storkreds       | Randers Nordkredsen   | 34,7 % | 5,4 %  | 4,2 %  | 2,0 % | 0,6 % | 6,3 %  | 1,8 % | 1,8 %  | 10,1 % | 1,9 % | 24,8 % | 4,9 %  | 1,4 % |
| Østjyllands Storkreds       | Randers Sydkredsen    | 30,6 % | 5,2 %  | 4,6 %  | 2,2 % | 0,7 % | 6,7 %  | 2,3 % | 2,6 %  | 9,4 %  | 1,8 % | 26,7 % | 5,0 %  | 2,1 % |
| Østjyllands Storkreds       | Favrskovkredsen       | 28,1 % | 7,0 %  | 7,0 %  | 2,1 % | 0,6 % | 6,2 %  | 2,2 % | 1,9 %  | 9,2 %  | 1,7 % | 27,4 % | 4,4 %  | 2,1 % |
| Østjyllands Storkreds       | Skanderborgkredsen    | 26,2 % | 8,6 %  | 6,8 %  | 1,9 % | 0,7 % | 8,2 %  | 2,3 % | 1,8 %  | 7,9 %  | 1,2 % | 25,2 % | 5,7 %  | 3,2 % |
| Østjyllands Storkreds       | Horsenskredsen        | 27,8 % | 6,9 %  | 6,1 %  | 2,4 % | 0,8 % | 6,5 %  | 3,1 % | 1,7 %  | 11,5 % | 2,2 % | 23,7 % | 5,1 %  | 2,0 % |
| Østjyllands Storkreds       | Hedenstedkredsen      | 23,9 % | 4,2 %  | 5,4 %  | 2,4 % | 0,8 % | 4,3 %  | 2,4 % | 4,8 %  | 14,2 % | 2,0 % | 31,1 % | 3,1 %  | 1,3 % |
| Vestjyllands Storkreds      | Struerkredsen         | 24,6 % | 5,3 %  | 9,2 %  | 1,7 % | 0,6 % | 6,2 %  | 2,2 % | 5,3 %  | 8,4 %  | 1,6 % | 29,8 % | 3,4 %  | 1,7 % |
| Vestjyllands Storkreds      | Skivekredsen          | 30,2 % | 6,2 %  | 5,9 %  | 1,8 % | 0,5 % | 5,7 %  | 1,5 % | 1,7 %  | 7,7 %  | 1,9 % | 32,5 % | 3,3 %  | 1,1 % |
| Vestjyllands Storkreds      | Viborg Vestkredsen    | 26,1 % | 5,3 %  | 16,1 % | 1,4 % | 0,6 % | 8,7 %  | 1,9 % | 1,8 %  | 7,1 %  | 1,6 % | 23,1 % | 4,0 %  | 2,2 % |
| Vestjyllands Storkreds      | Viborg Østkredsen     | 24,3 % | 4,6 %  | 17,5 % | 1,5 % | 0,5 % | 6,7 %  | 2,0 % | 3,0 %  | 8,1 %  | 1,3 % | 26,0 % | 2,9 %  | 1,6 % |
| Vestjyllands Storkreds      | Silkeborg Nordkredsen | 23,9 % | 6,0 %  | 8,8 %  | 2,0 % | 0,8 % | 6,9 %  | 2,2 % | 4,3 %  | 8,5 %  | 1,6 % | 28,0 % | 4,5 %  | 2,5 % |
| Vestjyllands Storkreds      | Silkeborg Sydkredsen  | 25,9 % | 7,9 %  | 9,2 %  | 1,6 % | 0,7 % | 8,1 %  | 2,7 % | 2,1 %  | 6,9 %  | 1,5 % | 24,3 % | 6,0 %  | 3,1 % |
| Vestjyllands Storkreds      | Ikastkredsen          | 22,2 % | 3,9 %  | 6,9 %  | 2,1 % | 0,7 % | 4,5 %  | 2,2 % | 4,3 %  | 12,3 % | 1,8 % | 35,0 % | 2,7 %  | 1,4 % |
| Vestjyllands Storkreds      | Herning Sydkredsen    | 22,2 % | 6,6 %  | 8,3 %  | 1,8 % | 0,6 % | 5,3 %  | 3,6 % | 5,4 %  | 7,7 %  | 1,7 % | 31,6 % | 3,1 %  | 1,9 % |
| Vestjyllands Storkreds      | Herning Nordkredsen   | 20,5 % | 4,9 %  | 8,5 %  | 1,8 % | 0,6 % | 4,7 %  | 2,4 % | 8,3 %  | 8,3 %  | 1,4 % | 34,8 % | 2,4 %  | 1,2 % |
| Vestjyllands Storkreds      | Holstebrokredsen      | 27,8 % | 5,0 %  | 6,6 %  | 1,5 % | 0,5 % | 6,7 %  | 2,5 % | 4,4 %  | 8,0 %  | 1,5 % | 30,7 % | 3,4 %  | 1,4 % |
| Vestjyllands Storkreds      | Ringkøbingkredsen     | 19,4 % | 3,5 %  | 6,0 %  | 1,6 % | 0,5 % | 4,6 %  | 1,8 % | 16,4 % | 9,9 %  | 1,4 % | 31,6 % | 2,2 %  | 1,2 % |
| Nordjyllands Storkreds      | Frederikshavnkredsen  | 38,0 % | 2,9 %  | 4,7 %  | 2,7 % | 0,8 % | 3,8 %  | 1,2 % | 1,8 %  | 12,3 % | 2,1 % | 25,3 % | 3,2 %  | 1,2 % |
| Nordjyllands Storkreds      | Hjørringkredsen       | 32,7 % | 3,9 %  | 6,3 %  | 2,4 % | 0,7 % | 4,9 %  | 1,3 % | 1,7 %  | 10,1 % | 1,9 % | 28,9 % | 3,9 %  | 1,4 % |
| Nordjyllands Storkreds      | Brønderslevkredsen    | 35,2 % | 3,6 %  | 4,5 %  | 2,4 % | 0,9 % | 4,4 %  | 1,7 % | 1,6 %  | 11,1 % | 1,7 % | 28,6 % | 3,0 %  | 1,4 % |
| Nordjyllands Storkreds      | Thistedkredsen        | 35,3 % | 3,4 %  | 5,4 %  | 1,5 % | 0,7 % | 3,8 %  | 1,3 % | 2,2 %  | 10,0 % | 1,5 % | 29,6 % | 3,6 %  | 1,5 % |
| Nordjyllands Storkreds      | Himmerlandkredsen     | 29,5 % | 4,5 %  | 5,4 %  | 2,1 % | 0,8 % | 6,4 %  | 1,5 % | 1,5 %  | 10,6 % | 1,7 % | 31,6 % | 3,0 %  | 1,5 % |
| Nordjyllands Storkreds      | Mariagerfjordkredsen  | 33,9 % | 4,9 %  | 5,3 %  | 1,9 % | 0,8 % | 4,5 %  | 1,9 % | 1,4 %  | 10,8 % | 1,6 % | 27,8 % | 3,7 %  | 1,5 % |
| Nordjyllands Storkreds      | Aalborg Østkredsen    | 34,8 % | 7,9 %  | 3,9 %  | 1,6 % | 1,0 % | 7,0 %  | 2,7 % | 1,6 %  | 6,9 %  | 1,8 % | 21,2 % | 6,4 %  | 3,2 % |
| Nordjyllands Storkreds      | Aalborg Vestkredsen   | 31,2 % | 7,3 %  | 5,3 %  | 1,8 % | 1,0 % | 6,6 %  | 2,7 % | 1,2 %  | 6,5 %  | 1,4 % | 26,6 % | 5,6 %  | 2,8 % |
| Nordjyllands Storkreds      | Aalborg Nordkredsen   | 33,9 % | 6,6 %  | 4,1 %  | 1,9 % | 0,9 % | 6,2 %  | 2,8 % | 1,2 %  | 8,1 %  | 1,8 % | 23,7 % | 5,9 %  | 2,9 % |

### Resultat på Færøerne
Færøernes første mandat gik til Edmund Joensen fra det borgerlige parti Sambandsflokkurin. Partiet fik 28,3 % af stemmerne, og Edmund fik 1.885 personlige stemmer. Det andet mandat var genvalg til Sjúrður Skaale fra det socialdemokratiske Javnaðarflokkurin. Partiet fik 25,5 % af stemmerne, og Sjúrður fik med 3.331 stemmer valgets højeste personlige stemmetal.
Det konservative Fólkaflokkurin fik på tredjepladsen 23,8 % af stemmer, mens uafhængighedspartiet Tjódveldi fik 18,6 % og derved mistede det mandat som Magni Arge havde før valget.

### Resultat i Grønland
I Grønland fik venstrefløjspartierne Inuit Ataqatigiit med 33,4 % og Siumut med 29,4 % af stemmerne igen et mandat hver i Folketinget, selvom begge partier gik noget tilbage i forhold til folketingsvalget 2015. Aaja Chemnitz Larsen fra Inuit Ataqatigiit blev genvalgt til Folketinget med 5.686 personlige stemmer. Det vil sige, at 27,8 % af alle gyldige stemmer gik til Aaja Chemnitz Larsen. Aki-Matilda Høegh-Dam fra Siumut fik det andet mandat. Hun fik 3.467 personlige og overtog Aleqa Hammonds mandat. Aleqa Hammond var også valgt for Siumut, men skiftede efter folketingsvalget 2015 til Nunatta Qitornai.

## Regeringsdannelse
Den 6. juni 2019 gik statsminister Lars Løkke Rasmussen til Dronningen og begærede sin afsked. Han anbefalede, at Mette Frederiksen blev udpeget til kongelig undersøger, hvilket hun blev ved den efterfølgende dronningerunde. Fire partier pegede på hende som statsminister, nemlig hendes eget parti – Socialdemokratiet –  og også Radikale Venstre, Socialistisk Folkeparti og Enhedslisten.[kilde mangler] Indtil en ny regering kunne dannes, fortsatte Regeringen Lars Løkke Rasmussen III som forretningsministerium.
Mette Frederiksen indkaldte samme dag til forhandlinger, der begyndte klokken 9 dagen efter, fredag den 7. juni. Alle Folketingets partier var inviteret, da Frederiksen sagde at hun "gerne [vil] stå i spidsen for en regering, der kan samarbejde og samarbejde bredt". På grund af Folkemødet 2019 blev regeringsforhandlingerne officielt sat på pause, men uformelle forhandlinger fortsatte på Bornholm. Den 27. juni 2019 underskrev Dronningen den kongelige resolution, som gjorde Frederiksens foreslåede regering til regering, og Frederiksen blev dermed statsminister. Modsat ved tidligere valg, hvor der blev udarbejdet et regeringsgrundlag, lavede man i 2019 et såkaldt "forståelsespapir", det 18 sider lange "Retfærdig retning for Danmark".
Blandt andet på grund af Folkemødet var regeringsforhandlingerne i 2019 usædvanlig lange. Forhandlinger i nyere tid har gennemsnitligt taget lidt under to uger, men i 2019 gik der 22 dage fra valg til den nye regering blev præsenteret. Dette var den tredjelængste forhandlingsperiode i nyere tid, kun overgået af valgene i 1975 og 1988.

## Kontroverser

### Digital manipulation i valgkampen
Folketingsvalgkampens første registrerede forsøg på digital manipulation fra "internettrolls" ramte en vælgerafstemning på Ekstra Bladets hjemmeside d. 9. maj 2019. I første omgang tilføjedes adskillige tusinde ekstra stemmer til Stram Kurs, der dermed en overgang så ud til at blive valgets største parti. Dagen efter var det Kristendemokraterne, der fik tilført tusinder af ekstra stemmer, så de kom til at fremstå som det største parti med 23 % opbakning. Ekstra Bladet fjernede efterfølgende afstemningen fra deres hjemmeside.